# Satz von Cochran
In der Statistik wird der Satz von Cochran in der Varianzanalyse verwendet. Der Satz geht auf den schottischen Mathematiker William Gemmell Cochran zurück.
Man nimmt an {\displaystyle U_{1},\dots U_{n},} seien stochastisch unabhängige standardnormalverteilte Zufallsvariablen, und es gilt
{\displaystyle \sum _{i=1}^{n}U_{i}^{2}=Q_{1}+\cdots +Q_{k},}
wobei jedes {\displaystyle Q_{i}} die Summe der Quadrate von Linearkombinationen der {\displaystyle U}s darstellt. Ferner nimmt man an, dass
{\displaystyle r_{1}+\cdots +r_{k}=n,}
wobei {\displaystyle r_{i}} der Rang von {\displaystyle Q_{i}} ist. Der Satz von Cochran besagt, dass die {\displaystyle Q_{i}} unabhängig sind mit einer Chi-Quadrat-Verteilung mit {\displaystyle r_{i}} Freiheitsgraden.
Der Satz von Cochran ist die Umkehrung des Satzes von Fisher.

## Beispiel
Falls {\displaystyle X_{1},\dots X_{n},} unabhängige normalverteilte Zufallsvariablen mit Erwartungswert {\displaystyle \mu } und Standardabweichung {\displaystyle \sigma } sind, dann gilt
{\displaystyle U_{i}=(X_{i}-\mu )/\sigma \;}
ist standardnormalverteilt für jedes {\displaystyle i}.
Jetzt kann man folgendes schreiben
{\displaystyle \sum _{i=1}^{n}U_{i}^{2}=\sum \limits _{i=1}^{n}\left({\frac {X_{i}-{\overline {X}}}{\sigma }}\right)^{2}+n\left({\frac {{\overline {X}}-\mu }{\sigma }}\right)^{2}}
Damit man diese Identität erkennt, muss man auf beiden Seiten mit {\displaystyle \sigma } multiplizieren und beachten, dass gilt
{\displaystyle \sum _{i=1}^{n}(X_{i}-\mu )^{2}=\sum _{i=1}^{n}(X_{i}-{\overline {X}}+{\overline {X}}-\mu )^{2}}
und erweitert, um zu zeigen
{\displaystyle \sum _{i=1}^{n}(X_{i}-{\overline {X}})^{2}+\sum _{i=1}^{n}({\overline {X}}-\mu )^{2}+2\sum _{i=1}^{n}(X_{i}-{\overline {X}})({\overline {X}}-\mu ).}
Der dritte Term ist null, weil der Faktor
{\displaystyle \sum _{i=1}^{n}({\overline {X}}-X_{i})=0}
ist, und der zweite Term besteht nur aus {\displaystyle n} identischen Termen, die zusammengefügt wurden.
Kombiniert man die obigen Ergebnisse und teilt anschließend durch {\displaystyle \sigma ^{2}}, dann erhält man:
{\displaystyle \sum _{i=1}^{n}\left({\frac {X_{i}-\mu }{\sigma }}\right)^{2}=\sum _{i=1}^{n}\left({\frac {X_{i}-{\overline {X}}}{\sigma }}\right)^{2}+n\left({\frac {{\overline {X}}-\mu }{\sigma }}\right)^{2}=Q_{1}+Q_{2}.}
Jetzt ist der Rang von {\displaystyle Q_{2}} gerade gleich 1 (es ist das Quadrat von nur einer Linearkombination der standardnormalverteilten Zufallsvariablen). Der Rang von {\displaystyle Q_{1}} ist gleich {\displaystyle n-1}, und daher sind die Bedingungen des Satzes von Cochran erfüllt.
Der Satz von Cochran besagt dann, dass {\displaystyle Q_{1}} und {\displaystyle Q_{2}} unabhängig sind, mit einer Chi-Quadrat-Verteilung mit {\displaystyle n-1} und {\displaystyle 1} Freiheitsgrad.
Dies zeigt, dass der Mittelwert und die Varianz unabhängig sind; Ferner gilt
{\displaystyle ({\overline {X}}-\mu )^{2}\sim {\frac {\sigma ^{2}}{n}}\chi _{1}^{2}.}
Um die unbekannte Varianz der Grundgesamtheit {\displaystyle \sigma ^{2}} zu schätzen, wird ein häufig verwendeter Schätzer benutzt
{\displaystyle {\hat {\sigma }}^{2}={\frac {1}{n}}\sum _{i=1}^{n}\left(X_{i}-{\overline {X}}\right)^{2}.}
Der Satz von Cochran zeigt, dass
{\displaystyle {\hat {\sigma }}^{2}\sim {\frac {\sigma ^{2}}{n}}\chi _{n-1}^{2},}
was zeigt, dass der Erwartungswert von {\displaystyle {\hat {\sigma }}^{2}} gleich {\displaystyle \sigma ^{2}{\frac {n-1}{n}}} ist.
Beide Verteilungen sind proportional zur wahren aber unbekannten Varianz {\displaystyle \sigma ^{2}} Daher ist ihr Verhältnis unabhängig von {\displaystyle \sigma ^{2}}, und weil sie unabhängig sind, erhält man
{\displaystyle {\frac {\left({\overline {X}}-\mu \right)^{2}}{{\frac {1}{n}}\sum _{i=1}^{n}\left(X_{i}-{\overline {X}}\right)^{2}}}\sim F_{1,n}},
wobei {\displaystyle F_{1,n}} die F-Verteilung mit {\displaystyle 1} und {\displaystyle n} Freiheitsgraden darstellt (siehe auch Studentsche t-Verteilung).